# Tami Erin
Tami Erin (née le 8 juillet 1974 à Wheaton, dans l'Illinois) est une actrice américaine,  principalement connue pour avoir interprété le rôle de Fifi Brindacier.